# 基督为门徒洗脚 (丁托列托)
《基督为门徒洗脚》是丁托列托喜爱的主题，至少有六幅这一题材的画作，由威尼斯的多个教堂订制。故事源自《约翰福音》13章，在最后的晚餐前基督为他的门徒洗脚。丁托列托在画中描绘人物的各种姿势和动作。现在六幅画中已有四幅离开了意大利。

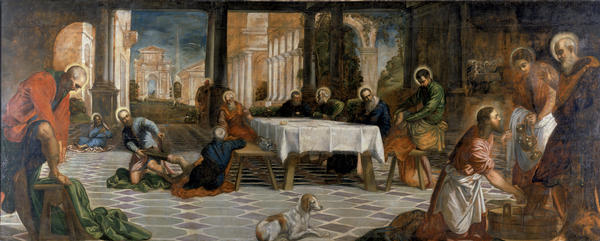
希普利美术馆版本

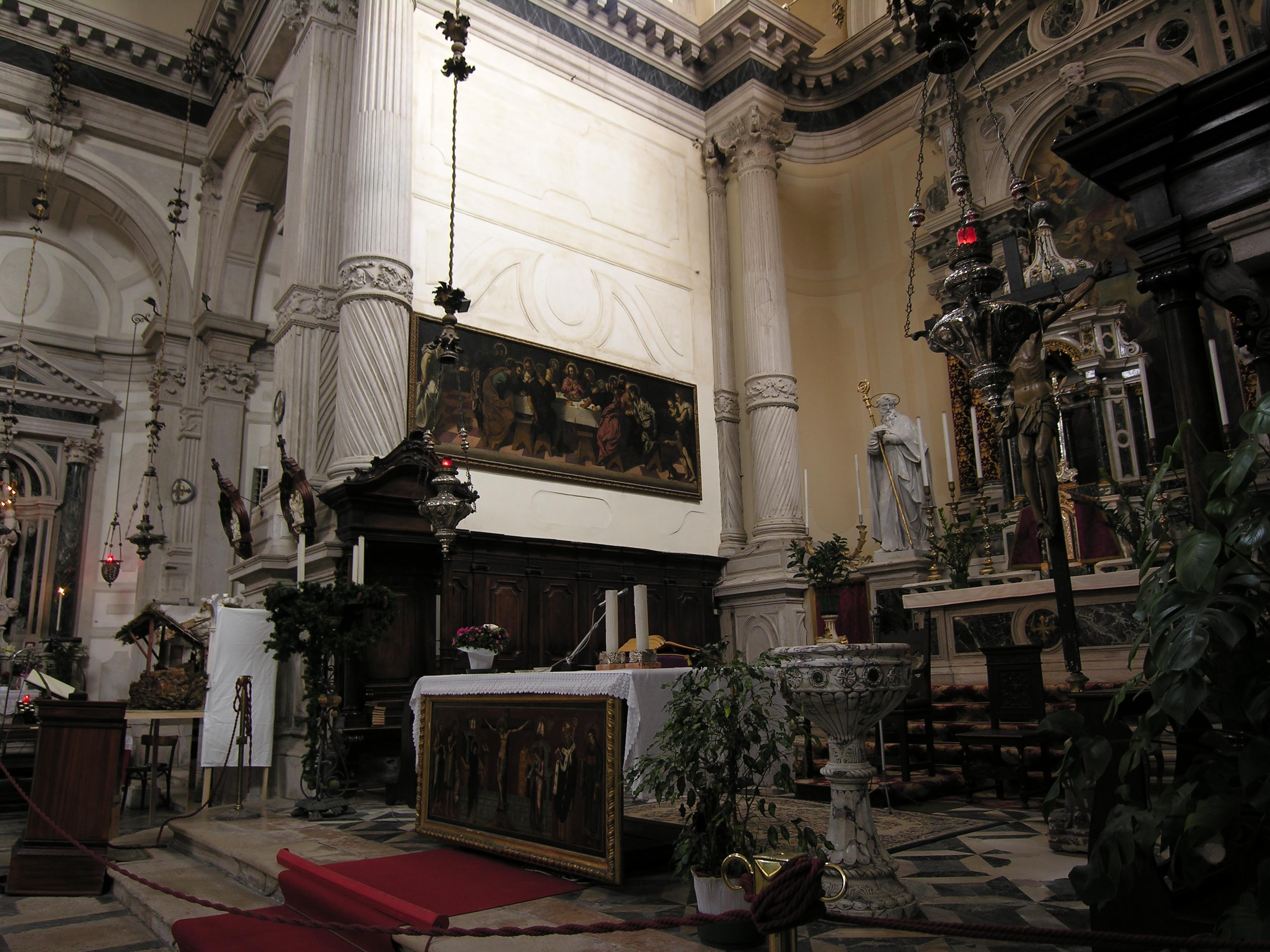
圣茂古拉堂祭坛

这幅画绘制于 1548/1549 年，由威尼斯的圣茂古拉堂订制。丁托列托的另一幅画《最后的晚餐》仍然悬挂在圣茂古拉堂祭坛左侧。右侧现在悬挂的《基督为门徒洗脚》是卡洛·里多尔菲的复制品。